# Gernandts förlag

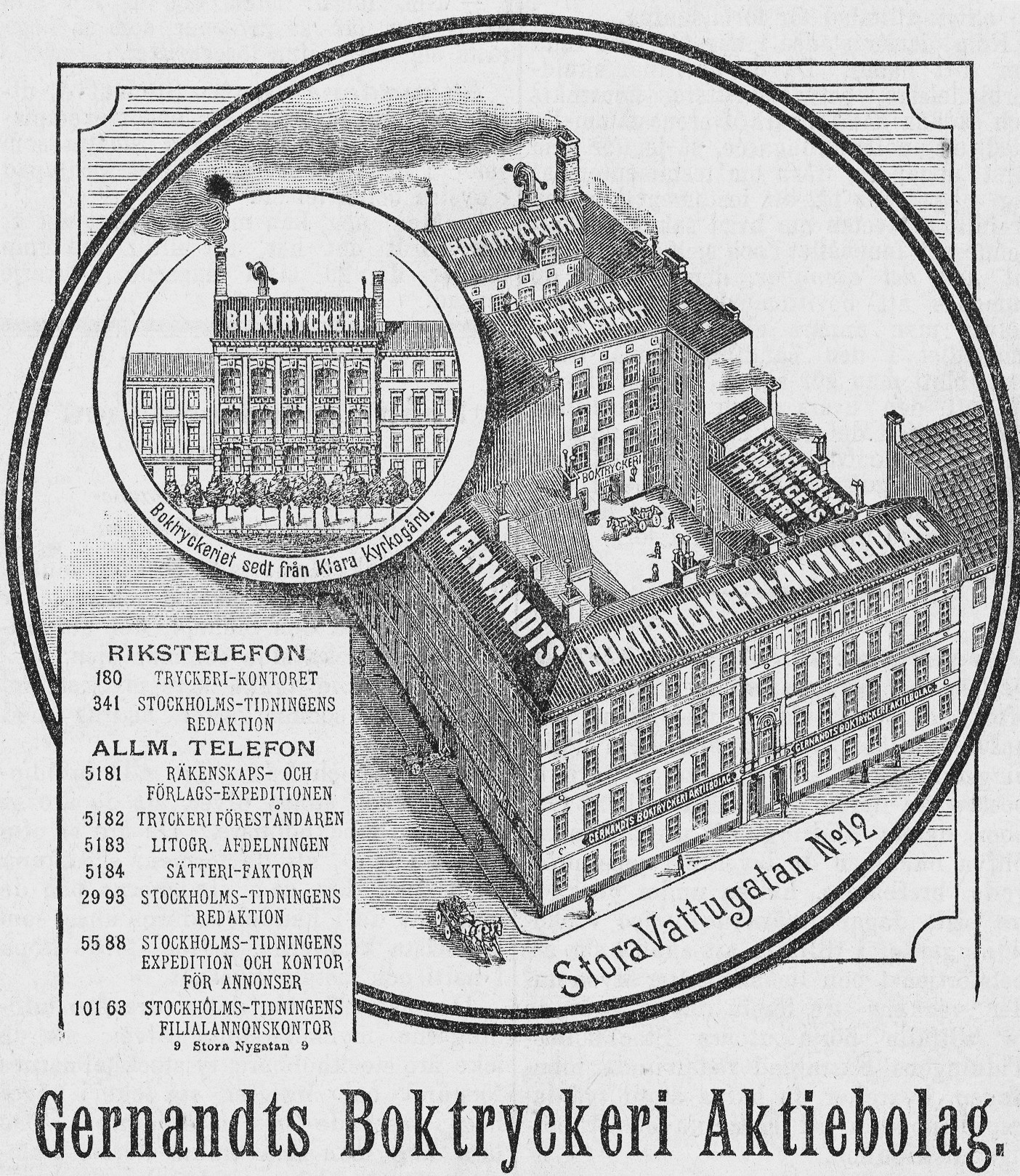
Annons från omkring 1890.

Gernandts förlag var ett svenskt bokförlag, verksamt 1871-1903.

## Historik
Gernandts förlag grundades som boktryckeri i Stockholm av Christian Gernandt 1871. 1873 blev boktryckeriet aktiebolag med Christian Gernandt som verkställande direktör, och övertogs 1893 av dennes söner Christian (1855-1900) och Ernst Gernandt (1860-1905) varvid företagets namn ändrades till C. & E. Gernandts förlags AB. Tryckeriet låg i kvarteret Svalan vid Vattugatan 12 på Norrmalm. Här hade även Stockholms-Tidningen sitt tryckeri och sin redaktion. År 1903 såldes bokförlaget till F. & G. Beijers förlag.
Bland förlagets utgivningar märks Svenska Familj-Journalen, Nordisk familjebok och den förkortade upplagan Gernandts konversationslexikon samt skönlitterära verk.